# Sochinsogonia rajana
Sochinsogonia rajana är en insektsart som beskrevs av Young 1986. Sochinsogonia rajana ingår i släktet Sochinsogonia och familjen dvärgstritar. Inga underarter finns listade i Catalogue of Life.